# Searsia flexicaulis
Searsia flexicaulis är en sumakväxtart som först beskrevs av John Gilbert Baker, och fick sitt nu gällande namn av Moffett. Searsia flexicaulis ingår i släktet Searsia och familjen sumakväxter. Inga underarter finns listade i Catalogue of Life.